# Benoît-Antoine-Frédéric d'Andlau de Hombourg
Benoît-Antoine-Frédéric d'Andlau de Hombourg (15 de agosto de 1761 - Hombourg (Alsacia) 6 de junio de 1839 - Eichstädt, Reino de Baviera), fue un clérigo y político francés del siglo XVIIIe y del siglo XIXe.

## Biografía
Benoît-Antoine-Frédéric d'Andlau de Hombourg fue, en 1789, príncipe del capítulo ecuestre de Murbach (abad de Murbach y príncipe de Sacro Imperio Romano Germánico: 1786-1790), abad de Guebwiller y Lure, gran vicario de Besancon.
Elegido el 1 de abril, diputado del clero en los Estados Generales de 1789 para el bailliage de Colmar y Schelestadt , comenzó inclinándose, como su hermano Frédéric-Antoine-Marc d'Andlau, del lado del tercer estado.
Pero los problemas religiosos pronto lo llevaron a la oposición de derecha. Así escribió, en abril de 1790, a sus electores, una carta en la que deploraba enérgicamente la supresión por parte de la asamblea de las casas religiosas de Alsacia, y en la que insistía en la conservación de los bienes eclesiásticos que, dijo, 

pertenecen, sobre todo, al culto, a los pobres, a la instrucción pública, a los hospitales de la provincia.

También protestó contra el decreto por el cual la asamblea declaró completa libertad de conciencia y tolerancia para todos religión.